# Quentin Roosevelt

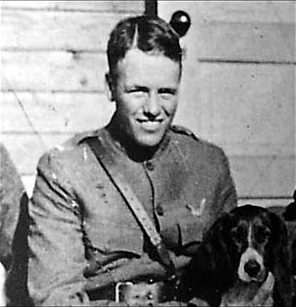
Quentin Roosevelt al 1917

Quentin Roosevelt (19 de novembre de 1897 - 14 de juliol de 1918) era el fill més jove de l'ex-president estatunidenc Theodore Roosevelt. Ell va formar part de l'Exèrcit de l'Aire dels Estats Units i esdevingué un pilot de lluita a la Primera Guerra Mundial. Era molt popular entre els altres pilots i fou mort durant un combat aeri sobre França.

## Biografia

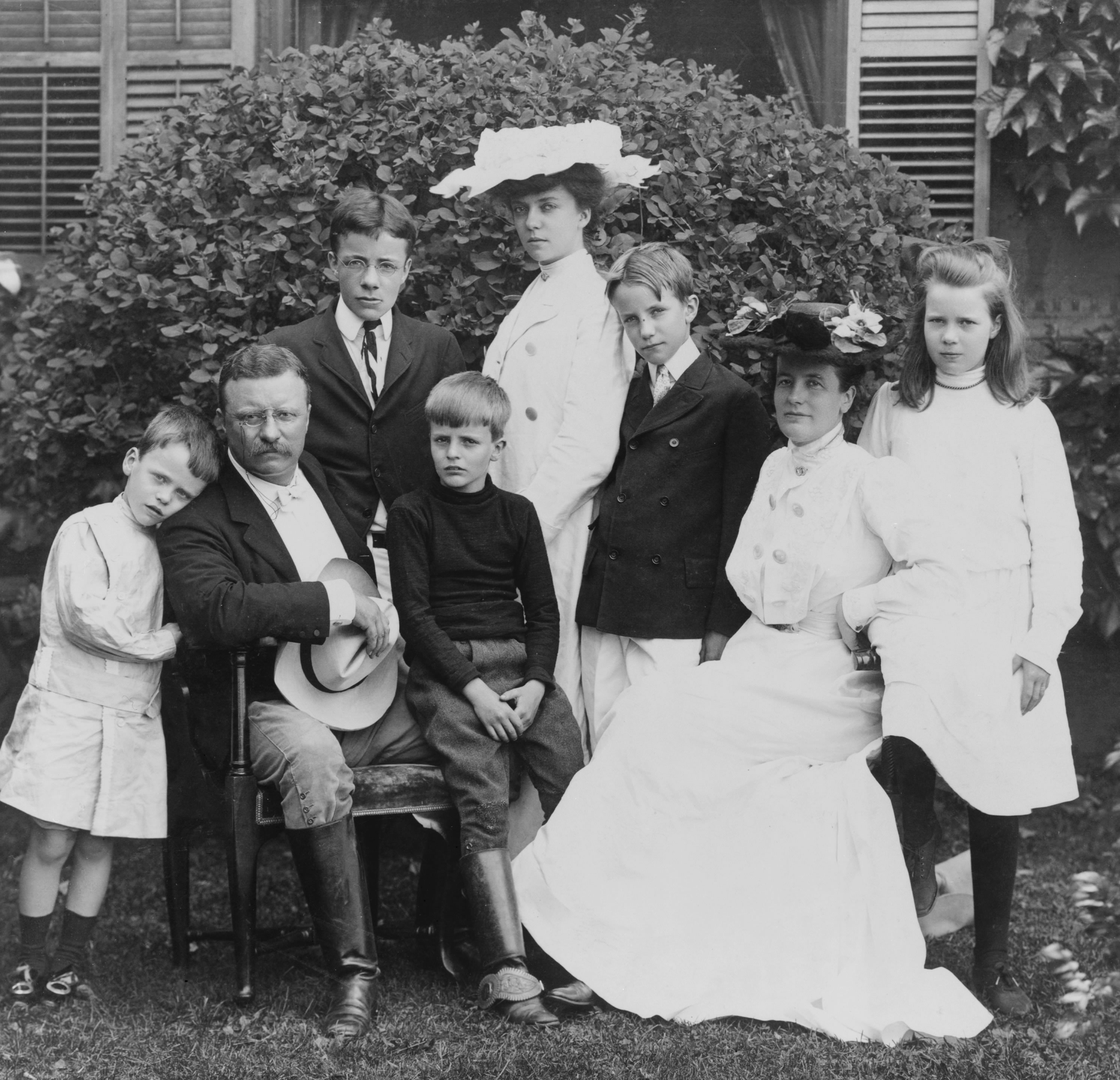
Família Roosevelt al 1903. Quentin és el de l'esquerra de la foto

Quentin Roosevelt, el fill petit de Theodore Roosevelt, només tenia 3 anys quan el seu pare va esdevenir president. Era el favorit del seu pare i era un nen molt pícar.
Quentin va estudiar els estudis primaris a l'escola Episcopal High, a Alexandria, Virgínia. Tenia una gran capacitat intel·lectual i el 1916 fou admès a la Universitat Harvard.

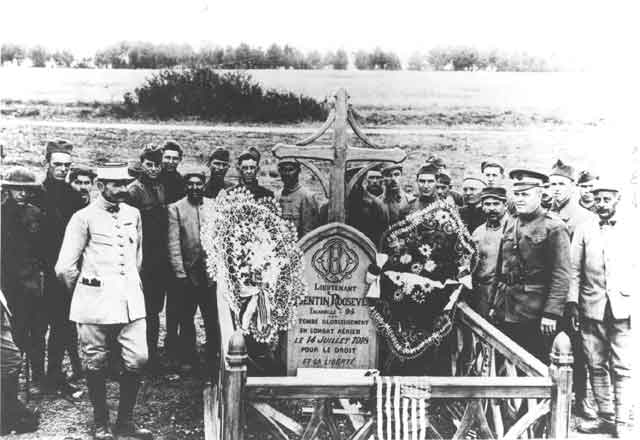
Els aliats visiten el cementiri de Quentin Roosevelt a França durant la Primera Guerra Mundial

Durant la seva adolescència, es va enamorar de la jove Flora Payne Whitney, neta d'un dels homes més rics dels Estats Units. Però amb l'esclat de la Primera Guerra Mundial es va afiliar al servei militar, a l'aviació. Va anar a servir a França com pilot, a l'esquadró aeri 95.
Allà, va ser abatut en una batalla. Els alemanys ho van aprofitar com a propaganda amb un gran funeral i el Govern Francès li va atorgar una Creu de Guerra. El cos de Quentin Roosevelt fou traslladat al Cementiri Americà de la Segona Guerra Mundial de Normandia, molt a prop del cos del seu germà Ted Theodore Roosevelt Jr. que també fou mort a la campanya francesa de la Gran Guerra.
El 1921, Kermit Roosevelt, el germà de Quentin, va editar i publicar el llibre Quentin Roosevelt: A Sketch with Letters que consisteix en les cartes que va enviar Quentin des de França i tributs que se li fan després de la seva mort.
El 14 de juliol de 2008 es va fer una commemoració a França sobre la mort de Quentin Roosevelt.

## A Internet
- Curt documental sobre la mort de Quentin
- Película de Quentin i el seu pare a la Gran Guerra
- Museu USAF Arxivat 2004-10-22 a Wayback Machine.
- Almanac fotogràfic de Quentin Roosevelt Arxivat 2018-07-20 a Wayback Machine.
- Commemoració del 14 de juliol de 2008